# النبي عثمان
النبي عثمان هي إحدى القرى اللبنانية من قرى قضاء بعلبك في محافظة بعلبك الهرمل.

## أعلام
- وائل نزهة